# Leonnates decipiens
Leonnates decipiens är en ringmaskart som beskrevs av Fauvel 1929. Leonnates decipiens ingår i släktet Leonnates och familjen Nereididae. Utöver nominatformen finns också underarten L. d. manilensis.